# Hydroptila pectinifera
Hydroptila pectinifera is een schietmot uit de familie Hydroptilidae. De soort komt voor in het Palearctisch gebied.